# Ex Oblivione
«Ex Oblivione» (лат. — З забуття) — прозова поема американського письменника Говарда Ф. Лавкрафта, написана взимку 1920/1921 років. Вперше опублікована в березні 1921 року в журналі «The United Amateur». Надихнула Лавкрафта на написання поеми творчість Артура Шопенгауера. Твір входить до Лавкрафтівського Циклу Снів. Перший офіційний переклад українською вийшов 2016 року в І томі повного зібрання прозових творів Лавкрафта видавництва Жупанського.

## Сюжет
Відчуваючи скоре закінчення життя, герой шукає розраду у світі снів, де він постійно наштовхується на увиту плющем бронзову браму посеред стіни. Він знає, що подолаючи браму, він потрапить в омріяну країну забуття. Але брама не піддається.
Віднайшовши у місті Закаріоні (англ. Zakarion) таємничий папірус, герой готує за його рецептом зілля, що дозволить йому подолати бронзову браму. Випивши зілля герой засинає, уві сні долає ту саму браму і за нею знаходить довгоочікувану білу безмовність — Смерть.

## Цитати
В одному зі своїх сновидінь я зайшов у примарне місто Закаріон і знайшов там давній манускрипт, усіяний роздумами мудреців, які колись жили в цьому місті і були занадто мудрі, щоб народжуватися наяву
 Я знову розчинився у вихідній нескінченості кришталевого забуття, звідки демон на ім'я «Життя» закликав мене колись тільки на одну коротку й безрадісну мить 